# 追憶 -Single Version-/珍貴的話語
「追憶 -Single Version-／珍貴的話語」（日语：追憶 -Single Version-／大切な言葉）是日本組合東京女子流的第10張單曲。2012年5月23日由avex trax發行。

## 概要
「追憶」收錄在2nd專輯「Limited addiction」。是自己第2首的敘事曲歌曲。
「大切な言葉」是2012年度NHK E頻道動畫「はなかっぱ」片尾曲。
分為type-A、type-B（いずれもCD和DVD的set）、type-C（CD-EXTRA仕様）、type-D（mu-mo shop・活動会場限定盤、只有CD）4種形式發售。

## 收錄曲
1. 追憶 -Single Version-（TGS21）
作詞：Chihiro Kurosu 作曲：Asiatic Orchestra（Vanir）編曲：Hiroshi matsui
2. 大切な言葉
作詞：Chihiro Kurosu、作曲：萩原和樹 編曲：松井寛
3. 追憶 -Royal Mirrorball Mix-
只有type-C收錄。
4. 追憶 -Single Version-（Instrumental）
5. 大切な言葉（Instrumental）
6. TGS23先行音源
只有type-C收錄。

### DVD

#### type-A
1. おでかけムービー（沖縄+橫濱編）

#### type-B
1. 追憶 -Single Version-（Video Clip）
2. Making Movie

### CD-EXTRA

#### type-C
1. CONCERT*02『Christmas Live 2011』よりLIVE映像（孤独の果て〜月が泣いている〜、きっと 忘れない、頑張って いつだって 信じてる）

## 備註
1. ↑  . 東京女子流公式サイト.   [2012-05-05]. （原始内容存档于2012-05-14）.

## 外部連結
- YouTube上的東京女子流 / 追憶 -Single Version- (音樂影片)
- 東京女子流官方網站 唱片